# 送配電網協議会
一般社団法人送配電網協議会（そうはいでんもうきょうぎかい）は、日本の一般送配電事業者10社で組織する団体。一般送配電事業者10社の協調、関係機関との連携、関係機関への提案、情報発信などのための業界団体である。電気事業連合会から派生した。略称に、送配電網協、送配協、TDGCがある。

## 組織
会員は、以下の10社である。
1. 北海道電力ネットワーク株式会社
2. 東北電力ネットワーク株式会社
3. 東京電力パワーグリッド株式会社
4. 中部電力パワーグリッド株式会社
5. 北陸電力送配電株式会社
6. 関西電力送配電株式会社
7. 中国電力ネットワーク株式会社
8. 四国電力送配電株式会社
9. 九州電力送配電株式会社
10. 沖縄電力株式会社

東京都千代田区大手町の経団連会館に事務所を置く。
役員として、会長（非常勤）、副会長（非常勤）、常勤の理事1人（常勤のトップ）、非常勤の理事10人を置く。非常勤の理事は、沖縄電力以外の9社の社長と沖縄電力の常務取締役送配電本部長が就任する。会長・副会長は、非常勤の理事のうちから選出する。
機関として、社員総会、理事会、事務局、各種委員会を設置する。事務局長は、常勤の理事が兼ねる。

## 沿革
沖縄電力（1972年設立）以外の9電力会社は、連合国軍最高司令官総司令部 (GHQ/SCAP) の指示に基づく占領行政の一環である電気事業再編成により1951年5月に発足した。吉田内閣は当初、電気事業再編成を法律に基づき実行する方針で、電気事業再編成法案と公益事業法案を第7回国会に提出した。しかしながら、野党のみならず与党にも反対論者が多く、法案は審議未了で廃案となった。そこで、内閣は、国会が可決しなかった法案と同様の条項をポツダム政令（電気事業再編成令・公益事業令）として制定するという占領下でのみ可能な非民主的手法により、電気事業再編成を断行した。再編成により発足した9電力会社は直後に電気料金の大幅な引上げを申請し、世論はこれに強く反発した。1952年4月に平和条約が発効して占領行政が終了すると、占領下に行われた電気事業再編成のやり直しを求める「電気事業再々編成論」が勢いを得た。
「電気事業再々編成論」の台頭に脅威を感じた9電力会社は1952年11月、業界団体として電気事業連合会を結成し、「再々編成」の機運を殺ぐための各種活動に心血を注いだ。その一環として、9社は自主的な「広域運営」により電気の安定供給と原価抑制を図るため、1956年9月に電力融通協議会を結成した。1958年4月、9社と電源開発との間で「広域運営に関する協定書」が締結され、電力需給の安定と電気料金原価高騰抑制のため、この10社が協力して電気事業の広域運営を進めることになり、広域運営のための機関として中央電力協議会と地域電力協議会（北地域電力協議会、東地域電力協議会、中地域電力協議会、西地域電力協議会）を設置した。
中央電力協議会の事務局にあった設備運用部は、1997年7月、電気事業連合会に移管され、電力計画部、工務部などになった。電力計画部は2000年3月、電力技術部になった。中央電力協議会は2016年3月末をもって閉会した。
2020年4月、電気事業連合会内に送配電網協議会設立準備室が発足し、電力技術部の業務を引き継いだ。10月、電気事業連合会の内部組織として送配電網協議会が発足した。2021年3月、設立総会を開催し、4月、送配電網協議会が電気事業連合会から独立するとともに、電気事業連合会の工務部の業務を引き継いだ。送配電網協議会の初代会長には関西電力送配電代表取締役社長の土井義宏が、初代副会長には東北電力ネットワーク取締役社長の坂本光弘が、初代常勤トップの理事・事務局長には中部電力副社長を経験した平岩芳朗が就任した。
送配電網協議会は設立以来、法人格のない団体として運営されてきたが、2025年4月、法人格を取得し、一般社団法人送配電網協議会となった。